# Крейґ Кемпбелл (тенісист)
Крейґ Кемпбелл (англ. Craig Campbell; нар. 18 липня 1963) — колишній південноафриканський тенісист.
Найвищу одиночну позицію світового рейтингу — 183 місце досяг 12 травня 1986, парну — 169 місце — 11 серпня 1986 року.
Найвищим досягненням на турнірах Великого шолома був чвертьфінал в змішаному парному розряді.

## Фінали Гран-прі за кар'єру

### Парний розряд: 1 (0–1)
| Результат | W/L | Дата     | Турнір               | Покриття | Партнер   | Суперники                           | Рахунок  |
| --------- | --- | -------- | -------------------- | -------- | --------- | ----------------------------------- | -------- |
| Поразка   | 0–1 | Лип 1986 | Swedish Open, Швеція | Ґрунт    | Джой Райв | Серхіо Касаль Еміліо Санчес Вікаріо | 4–6, 2–6 |